# Grupa montană Bucegi-Leaota-Piatra Craiului
Grupa montană Bucegi-Leaota-Piatra Craiului este grupa majoră extrem estică a Carpaților Meridionali.  Grupa, așa după cum îi arată și numele cuprinde trei grupe montane, uneori numite sub-grupe montane, care au denumiri de munți: 
1. Munții Bucegi, având cel mai înalt vârf al lor, cu 2505 m, Vârful Omu, Munții Bucegi,
2. Munții Leaota, având cel mai înalt vârf, cu 2133 m, Vârful Leaota, Munții Leaota
3. Munții Piatra Craiului, cu cel mai înalt vârf, 2238 m, Vârful La Om, Munții Piatra Craiului, cunoscut și ca Piscul Baciului, Munții Piatra Craiului.

### Cele patru grupe montane majore ale Carpaților Meridionali
- Grupa montană Bucegi-Leaota-Piatra Craiului, sau grupa extrem estică;
- Grupa montană Iezer-Păpușa-Făgăraș, sau grupa estică;
- Grupa montană Șureanu-Parâng-Lotrului, sau grupa centrală și
- Grupa montană Retezat-Godeanu, sau grupa vestică.